# Alajärvi (sjö i Finland, Satakunta)
Alajärvi är en sjö i Finland. Den ligger i kommunen Björneborg i landskapet Satakunta, i den sydvästra delen av landet, 220 km nordväst om huvudstaden Helsingfors. Alajärvi ligger 43,6 meter över havet. Arean är 67,4 hektar och strandlinjen är 7,32 kilometer lång. Sjön  ingår i Karvia å huvudavrinningsområde.  I omgivningarna runt Alajärvi växer i huvudsak barrskog.